# 天堂幻影
《天堂幻影》（法語：Pacifiction – Tourment sur les îles）是一部2022年國際聯合製作的驚悚劇情片，由亞柏·賽拉執導、編劇、剪輯，班諾·馬吉梅主演。該片入選第75屆坎城影展正式競賽單元，於2022年5月26日全球首映並角逐金棕櫚獎。2022年9月2日及2022年11月9日分別在西班牙與法國上映。
法國權威電影雜誌《電影筆記》將該片列為2022年度十佳電影第一名。

## 演員
- 班諾·馬吉梅（法语：Benoît Magimel）飾演高級專員德羅勒
- 帕霍·瑪哈戈法努（Pahoa Mahagafanau）飾演珊娜（Shannah）
- 馬克·蘇西尼（Marc Susini）飾演海軍上將
- 瑪塔赫·帕姆布倫（Matahi Pambrun）飾演Matahi
- 亞歷山大·梅洛（Alexandre Mello）飾演葡萄牙人
- 蒙特瑟·崔歐拉（Montse Triola）飾演法蘭西斯卡（Francesca）
- 麥可·沃托爾（Michael Vautor）飾演船長
- 塞爾吉·羅培茲（西班牙语：Sergi López）飾演莫頓（Morton）
- 瑟希·吉爾貝（法语：Cécile Guilbert）飾演羅曼·阿提亞（Romane Attia）
- 呂伊斯·賽拉（Lluís Serrat）飾演路易斯（Lois）
- 麥克·蘭特斯凱普（Mike Landscape）飾演M·麥克（M. Mike）
- 賽瑞斯·阿萊（Cyrus Arai）飾演賽瑞斯（Cyrus）
- 瑪勒娃·王（Mareva Wong）飾演秘書
- 巴蒂斯特·潘托（Baptiste Pinteaux）飾演奧利維爾（Olivier）
- 勞倫特·布里索納德（Laurent Brissonnaud）飾演司機
- 佛羅倫斯·加尼奧（Florence Garneau）飾演DJ
- 普拉西德斯·德·維拉隆加（Praxedes de Vilallonga）飾演泳池女孩
- 讓‧菲利普‧塔希圖亞（Jean-Philippe Tahitua）飾演大塊頭
- 辛娜緹·波茜（Hinatea Boosie）飾演Vaea
- 伊娃·博吉歐斯（Eva Bourgeois）飾演馬希萊（Mahire）

## 製作
最初，賽拉希望將影片的情節設定在法國本土，但不會想在巴黎拍攝。其靈感源自泰麗塔·塔里塔曾向他講述的故事，塔里塔是法屬玻里尼西亞的女演員，亦是馬龍·白蘭度的妻子。

### 拍攝
主體拍攝於2021年8月在大溪地進行，當時該島因Covid-19大流行而完全封鎖。拍攝時間持續25天，且不按照時間順序拍攝。
高級專員的白色服裝是由賽拉與巴黎的一位裁縫師在拍攝開始前兩個月設計的。第一天，團隊發現班諾·馬吉梅的體重明顯的增加。由於現場沒有其餘可用的替代方案，拍攝仍開始進行。儘管如此，塞賽拉仍會對這種情況感到滿意，並稱呼享受“垃圾的一面”。
賽拉使用了三台Blackmagic Pocket攝影機，並允許自己在拍攝過程中移動攝影機，這樣演員就無法定位自己並根據其中一台進行表演，亦透過耳機即時向馬吉梅口述提詞。三台攝影機各記錄180小時的影像素材，總共時長540小時。在剪輯方面，賽拉一開始只保留自己喜歡的圖像，而旁白則退居二線。他還排除了所有馬吉梅的手勢可能讓人想起他以前的角色之一的鏡頭。
在拍攝海上場景前不久，宣布了因Covid-19大流行而進行隔離。在獲得准許後，劇組仍租用船隻前往拍攝地點拍攝。拍攝途中發現逃脫警察追捕的業餘衝浪者。他們被劇組指示在現場時摘下口罩，並且不要直呼馬吉梅的名字，而要直呼高級專員的頭銜。

## 發行
該片於2022年5月26日在第75屆坎城影展全球首映。由Elastica於2022年9月2日在西班牙院線上映。由洛桑莒影業於2022年11月9日在法國院線上映。

## 迴響

### 專業評價
在評論匯總網站爛番茄給出了87%新鮮度（70條評論），平均得分7.7/10。 該網站的共識是：“稀疏的敘事，宏觀的視覺，《天堂幻影》是一部政治驚悚片的海嘯，它從哲學上獎勵那些願意經得起考驗的人。”Metacritic給出75/100的平均分（18條評論），表示“普遍好評。”
《衛報》的彼得·布拉德肖在坎城首映後評論這部電影時寫道：“被這部電影及其對純粹邪惡的隱密喚起所吸引。”IndieWire的克里斯蒂安·布拉維特（Christian Blauvelt）寫道：“《天堂幻影》不是一種替代性的奢華體驗；是一種生活體驗。按照自己的潮流節奏，是今年或任何一年中最美麗、最嚴格內省的電影之一。”《好萊塢報導》的萊斯利·費爾佩林（Leslie Felperin）稱其“緩慢得令人痛苦，但並非無趣。”《綜藝》的蓋伊·洛奇（Guy Lodge）寫道：“只要他們堅持電影華麗漸進的節奏……即使對於陷入困境的更多困惑的觀眾來說，這裡也會有回報。”Cinemanía的南多·薩爾瓦（Nando Salvá）給這部電影打了4.5分（滿分5星），並強調這部電影“浪漫、誘人、催眠、壓倒性。”

### 獎項
| 年份 | 頒獎單位         | 獎項                   | 入圍者                                                                                     | 結果 |
| ---- | ---------------- | ---------------------- | ------------------------------------------------------------------------------------------ | ---- |
| 2022 | 第75屆坎城影展   | 金棕櫚獎               | 《天堂幻影》                                                                               | 提名 |
| 2022 | 第75屆坎城影展   | 酷兒棕櫚獎             | 《天堂幻影》                                                                               | 提名 |
| 2022 | 路易·德呂克獎    | 路易·德呂克獎          | 《天堂幻影》                                                                               | 獲獎 |
| 2023 | 第28屆盧米埃獎   | 最佳影片               | 《天堂幻影》                                                                               | 提名 |
| 2023 | 第28屆盧米埃獎   | 最佳導演               | 亞柏·賽拉                                                                                  | 獲獎 |
| 2023 | 第28屆盧米埃獎   | 最佳男演員             | 班諾·馬吉梅                                                                                | 獲獎 |
| 2023 | 第28屆盧米埃獎   | 最佳攝影               | 阿圖爾·陶特（Artur Tort）                                                                            | 獲獎 |
| 2023 | 第28屆盧米埃獎   | 最佳音樂               | 馬克·維達格爾（Marc Verdaguer） 喬·羅賓遜（Joe Robinson）                                  | 提名 |
| 2023 | 第15屆高第獎     | 最佳非加泰隆尼亞語電影 | 《天堂幻影》                                                                               | 獲獎 |
| 2023 | 第15屆高第獎     | 最佳導演               | 亞柏·賽拉                                                                                  | 提名 |
| 2023 | 第15屆高第獎     | 最佳男主角             | 班諾·馬吉梅                                                                                | 提名 |
| 2023 | 第15屆高第獎     | 最佳原著劇本           | 亞柏·賽拉                                                                                  | 提名 |
| 2023 | 第15屆高第獎     | 最佳攝影               | 阿圖爾·陶特（Artur Tort）                                                                            | 獲獎 |
| 2023 | 第15屆高第獎     | 最佳剪輯               | 亞柏·賽拉 阿圖爾·陶特（Artur Tort） 亞莉安娜·里巴斯（Ariadna Ribas）                                              | 提名 |
| 2023 | 第15屆高第獎     | 最佳後製監製           | 克勞蒂亞·羅伯特（Clàudia Robert）                                                          | 提名 |
| 2023 | 第15屆高第獎     | 最佳藝術指導           | 賽巴斯蒂安·沃格勒（Sebastian Vogler）                                                      | 獲獎 |
| 2023 | 第15屆高第獎     | 最佳服裝設計           | 普拉西德斯·德·維拉隆加（Praxedes de Vilallonga）                                           | 提名 |
| 2023 | 第15屆高第獎     | 最佳妝髮               | 奧雷莉·維古魯（Aurélie Vigouroux） 瑪麗蓮·蒙蒂貝爾（Maryline Montibert）                   | 提名 |
| 2023 | 第15屆高第獎     | 最佳原創配樂           | 馬克·維達格爾（Marc Verdaguer） 喬·羅賓遜（Joe Robinson）                                  | 提名 |
| 2023 | 第48屆凱撒電影獎 | 最佳影片               | 《天堂幻影》                                                                               | 提名 |
| 2023 | 第48屆凱撒電影獎 | 最佳導演               | 亞柏·賽拉                                                                                  | 提名 |
| 2023 | 第48屆凱撒電影獎 | 最佳男主角             | 班諾·馬吉梅                                                                                | 獲獎 |
| 2023 | 第48屆凱撒電影獎 | 最佳攝影               | 阿圖爾·陶特（Artur Tort）                                                                            | 獲獎 |
| 2023 | 第48屆凱撒電影獎 | 最佳原創配樂           | 馬克·維達格爾（Marc Verdaguer） 喬·羅賓遜（Joe Robinson）                                  | 提名 |
| 2023 | 第48屆凱撒電影獎 | 最佳服裝設計           | 普拉西德斯·德·維拉隆加（Praxedes de Vilallonga）                                           | 提名 |
| 2023 | 第48屆凱撒電影獎 | 最佳美術指導           | 賽巴斯蒂安·沃格勒（Sebastian Vogler）                                                      | 提名 |
| 2023 | 第48屆凱撒電影獎 | 最佳音效               | 喬迪·里巴斯（Jordi Ribas） 班傑明·洛朗（Benjamin Laurent） 布魯諾·塔里爾（Bruno Tarriere） | 提名 |
| 2023 | 第48屆凱撒電影獎 | 最佳視覺效果           | 馬可·德爾·比安科（Marco del Bianco）                                                       | 提名 |

## 外部連結
- 互联网电影数据库（IMDb）上《天堂幻影》的资料（英文）
- 豆瓣电影上《天堂幻影》的資料 （简体中文）